# Mansour Bahrami
Mansour Bahrami (en persa:منصور بهرامی; nacido el 26 de abril de 1956) es un exjugador de tenis profesional iraní. Ha utilizado la doble nacionalidad francesa e iraní desde 1989. Aunque solo ha obtenido un moderado éxito en su gira por el ATP, su talento para el espectáculo lo ha hecho una gran figura popular en torneos a los que fue invitado.

## Carrera como tenista
En su momento más difícil el equipo iraní de tenis tuvo escasos jugadores, pero luego Bahrami fue finalmente autorizado para participar en una competencia de tenis. Su evidente talento lo llevó a formar parte del equipo que participó en la Copa Davis (ayudó al equipo obteniendo la victoria a la edad de 16 años), pero a finales de 1970 la Revolución Islámica acaecida en Irán llevó a que el tenis fuera visto como un deporte capitalista y elitista. Pasó los siguientes tres años jugando backgammon debido a que todas las canchas de tenis se habían cerrado en su país. En su desesperación, huyó a Francia con los ahorros de su vida.
Mientras que sus mejores días ya habían pasado, y nunca pudo maximizar su potencial en individuales, se convirtió en un jugador de dobles exitoso que incluso llegó a la final de dobles del Abierto de Francia en 1989, junto a Eric Winogradsky.

### Torneos sénior
Su extravagante estilo y propensión a tiros con efecto armoniza mejor con el ATP Champions Tour, más orientado al entretenimiento, lo que le ha convertido en un referente en los partidos de tenis por invitación de la tercera edad durante 20 años. En referencia a su talento para el espectáculo, publicó en 2009 su autobiografía en inglés The Court Jester.

## Principales tours finalistas

### Dobles: 12 (2–10)
| Leyenda                  |
| Grand Slam (0-1)         |
| Tennis Masters Cup (0-0) |
| ATP Masters Series (0-2) |
| ATP Tour (2-7)           |

| Resultado  | N.º | Fecha | Torneo                           | Superficie | Pareja                 | Oponentes en la final                 | Marcador 6-0/6-1/6-7/6-3 |
| ---------- | --- | ----- | -------------------------------- | ---------- | ---------------------- | ------------------------------------- | ------------------------ |
| campeón    | 1.  | 1986  | ATP Bordeaux                     | Arcilla    | Ronald Agénor          | Jordi Arrese David de Miguel-Lapiedra | 5–7, 4–6                 |
| Subcampeón | 2.  | 1986  | Mercedes Cup                     | Arcilla    | Diego Pérez            | Hans Gildemeister Andrés Gómez        | 4–6, 3–6                 |
| Subcampeón | 3.  | 1986  | Masters de París                 | Sintética  | Diego Pérez            | Peter Fleming John McEnroe            | 3–6, 2–6                 |
| Subcampeón | 4.  | 1987  | Masters de Montecarlo            | Arcilla    | Michael Mortensen      | Hans Gildemeister Andrés Gómez        | 2–6, 4–6                 |
| Subcampeón | 5.  | 1987  | Geneva Open                      | Arcilla    | Diego Pérez            | Ricardo Acioly Luiz Mattar            | 6–3, 4–6, 2–6            |
| Ganador    | 1.  | 1988  | Geneva Open                      | Arcilla    | Tomáš Šmíd             | Gustavo Luza Guillermo Pérez-Roldán   | 6-4 6-3                  |
| Subcampeón | 6.  | 1988  | Grand Prix de Tennis de Toulouse | Dura       | Guy Forget             | Tom Nijssen Ricki Osterthun           | 3–6, 4–6                 |
| Subcampeón | 7.  | 1989  | Abierto de Francia               | Arcilla    | Eric Winogradsky       | Jim Grabb Patrick McEnroe             | 4–6, 6–2, 4–6, 6–7(5)    |
| Subcampeón | 8.  | 1989  | Geneva Open                      | Arcilla    | Guillermo Pérez-Roldán | Andrés Gómez Alberto Mancini          | 3–6, 5–7                 |
| Ganador    | 2.  | 1989  | Grand Prix de Tennis de Toulouse | Dura       | Eric Winogradsky       | Todd Nelson Roger Smith               | 6-2 7-6                  |
| Subcampeón | 9.  | 1990  | ATP Bordeaux                     | Arcilla    | Yannick Noah           | Tomás Carbonell Libor Pimek           | 3–6, 7–6, 2-6            |
| Subcampeón | 10. | 1991  | Copenhagen Open                  | Sintética  | Andrei Olhovskiy       | Todd Woodbridge Mark Woodforde        | 3–6, 1–6                 |

## Otras finales

### Dobles: 5 (3–2)
| Resultado  | N.º | Fecha | Torneo                    | Superficie | Pareja            | Oponentes en la final                  | Marcador |
| ---------- | --- | ----- | ------------------------- | ---------- | ----------------- | -------------------------------------- | -------- |
| Subcampeón | 1.  | 1986  | Chartres, Francia         | Arcilla    | Eric Winogradsky  | Javier Frana Gustavo Guerrero          | 2–6, 4–6 |
| Ganador    | 1.  | 1986  | Nuevo Ulm, Alemania       | Arcilla    | Jaroslav Navrátil | Menno Oosting Huub van Boeckel         | 7-5, 6-1 |
| Ganador    | 2.  | 1987  | Clermont-Ferrand, Francia | Arcilla    | Claudio Mezzadri  | Christophe Lesage Jean-Marc Piacentile | 6-3, 7-5 |
| Subcampeón | 2.  | 1987  | Nuevo Ulm, Alemania       | Arcilla    | Michael Mortensen | Jaromir Becka Udo Riglewski            | WEA      |
| Ganador    | 3.  | 1990  | Dijon, Francia            | Sintética  | Rodolphe Gilbert  | Jan Apell Peter Nyborg                 | 7-5, 6-2 |